# Stanisław Działowski
Stanisław Działowski (ur. 11 kwietnia 1900 w Mielcu, zm. 19 marca 1942 w Perth w Szkocji) – polski lotnik wojskowy i konstruktor lotniczy – amator. Starszy sierżant pilot Wojska Polskiego i brytyjskich Królewskich Sił Powietrznych.

## Życiorys
Syn Walentego i jego drugiej żony Teofili z Sobieskich. Ukończył sześć klas szkoły powszechnej a następne uczył się przez dwa lata w Gimnazjum im. Stanisława Konarskiego w Mielcu. W 1916 roku uciekł z domu i przedostał się do Wiednia, aby tam 6 marca 1916 roku zgłosić się na ochotnika do Cesarskiej i Królewskiej Armii i został skierowany do szkół mechaników lotniczych w Mauer i Szeged.
Po odzyskaniu przez Polskę niepodległości 11 listopada 1918 wstąpił do Wojska Polskiego i został mechanikiem w Niższej Szkole Lotniczej w Krakowie, a od września 1920 w Bydgoszczy. Pracował tam jako majster w parku lotniczym szkoły. Wspólnie z bratem Mieczysławem w 1924 roku rozpoczął prace nad szybowcem Bydgoszczanka, który wziął w 1925 roku udział w II Wszechpolskim Konkursie Szybowców. 
W 1926 w Bydgoszczy, już jako szef montowni płatowców, ukończył kurs pilotażu. W 1927 roku został przeniesiony do 2 pułku lotniczego w Krakowie, w którym pełnił funkcję oblatywacza, instruktora lotów i kontrolera parku lotniczego. Wraz z bratem Mieczysławem był konstruktorem awionetek DKD, nazwa pochodziła od skrótu: Działowski - Jan Krüger (wspierał budowę finansowo) - Działowski. Jesienią 1925 roku przystąpił do budowy swego pierwszego samolotu – DKD-I. Samolot został zbudowany częściowo w piwnicy domu w Bydgoszczy, a oblatany w 1926 (pierwszy lot 1 lutego) przez Stanisława Działonowskiego i w 1927 r. zaprezentowana na wystawie Ligi Obrony Powietrznej i Przeciwgazowej w Warszawie. Na drugiej konstrukcji DKD-III Stanisław Działowski zajął 4. miejsce w I Krajowym Konkursie Awionetek w 1927, a następnie 3. miejsce w II Krajowym Konkursie Awionetek w 1928. W konkursie tym natomiast zwyciężyła kolejna konstrukcja braci, DKD-IV. Na DKD-IV wykonał lot dowódca 2. pułku lotniczego - mjr Tadeusz Wereszczyński, który zarekomendował ten samolot do zakupu przez wojsko w ilości 25 sztuk. Udostępnił też braciom Działdowskim jeden z hangarów 2 PL na potrzeby ich działalności. Ostatnim ukończonym projektem Działowskich był DKD-V, który był przygotowany do startu w Międzynarodowych Zawodach Samolotów Turystycznych Challenge 1930. Podczas przelotu do Warszawy samolot lądował przymusowo w rejonie Końskich, Stanisław Działonowski został ranny. W późniejszych latach opracowali projekty oznaczone jako DKD-VI, VII, VIII i IX ale nie udało się im uzyskać środków na ich zbudowanie.
Od 1930 roku Stanisław Działowski zajmował się ideą połączenia samolotu z samochodem - „aeromobilem” DKD-X, który jednak nie został ukończony z uwagi na brak finansów i chorobę konstruktora. W 1932 roku na łamach „Wiarusa”, organu podoficerów wojska lądowego i marynarki wojennej, został opublikowany artykuł na temat „aeromobilu” z fotografiami modelu, wykonanego z drewna. Artykuł nie pozostał bez echa. W ciągu kilku tygodni podoficerowie II i V Okręgu Korpusu samorzutnie, za zezwoleniem dowódców, zebrali prawie 20 tys. złotych na budowę pierwszego „aeromobilu”. Za zgodą i pod patronatem ówczesnego dowódcy Okręgu Korpusu Nr V, generała brygady Aleksandra Narbutt-Łuczyńskiego został powołany Fundusz Budowy „Aeromobilu”. Prototyp miał być zbudowany w ciągu lata 1933 roku w Dębicy, gdzie pomieszczenia i narzędzia przeznaczone na ten cel przekazał bezinteresownie tamtejszy fabrykant Augustyn Gunia. Dla upamiętnienia chlubnej inicjatywy polskiego korpusu podoficerskiego aeromobil otrzymał nazwę „Podoficer”.
W 1935, z uwagi na stan zdrowia, Stanisław Działowski przeniesiony został w stan spoczynku. Po zakończeniu zawodowej służby wojskowej nie zerwał związków z lotnictwem. Był kolejno: kierownikiem technicznym Szkoły Pilotów LOPP w Stanisławowie oraz pracownikiem Wytwórni Płatowców PZL WP-1 w Warszawie i PZL WP-2 w Mielcu.
Po wybuchu II wojny światowej zgłosił się do 6 pułku lotniczego we Lwowie i poprzez Rumunię został ewakuowany do Francji. We Francji pracował w montowni samolotów Lioré-et-Olivier LeO 451. W marcu 1940 został instruktorem pilotażu w 108 Batalionie Lotniczym w Montpellier.
Po upadku Francji ewakuowany do Anglii. 27 czerwca 1940 roku został przyjęty do RAF i otrzymał numer służbowy 793604. Po przeszkoleniu latał od 27 sierpnia 1940 roku w 2 Jednostce Współpracy z Obroną Przeciwlotniczą (ang. AACU - Anti-Aircraft Co-operation Unit). 15 października 1941 został ranny w locie bojowym i skierowany do szpitala wojskowego w East Kilbrick w Szkocji. 17 marca 1942 został zwolniony z RAF-u, z uwagi na stan zdrowia. Zmarł 19 marca 1942 roku w Sanatorium RAF w Perth (Szkocja). Pochowany na tamtejszym cmentarzu Wellhill.

## Życie prywatne
W 1921 roku ożenił się z Małgorzatą Pitroch, a w 1922 roku urodził się ich pierwszy syn Edward. W późniejszych latach został ojcem jeszcze sześciu synów: Stanisława, Zbigniewa, Tadeusza, Henryka, Bogusława oraz Ignacego. 

## Ordery i odznaczenia
- Medal Lotniczy (dwukrotnie)[17]
- Brązowy Krzyż Zasługi (12 maja 1933)[20]
- Medal Dziesięciolecia Odzyskanej Niepodległości[19]
- Złota Odznaka Honorowa LOPP I stopnia (1932)
- Odznaka Honorowa Polskiego Czerwonego Krzyża (1934)[21]

## Upamiętnienie
- W Krakowie w dzielnicy Podgórze jedna z ulic została nazwana imieniem Stanisława Działowskiego[22],
- Zespół Szkół Ogólnokształcących Nr 1 w Mielcu wybrał jako patrona Stanisława Działowskiego[23].